# رناتو ایتسو
رناتو ایتسو (ایتالیایی: Renato Izzo؛ ‏ ۱۵ ژوئن ۱۹۲۹ – ۳۰ ژوئیهٔ ۲۰۰۹) بازیگر، صداپیشه، فیلم‌نامه‌نویس و مدیر دوبلاژ اهل ایتالیا بود.
از فیلم‌ها یا مجموعه‌های تلویزیونی که وی در آن‌ها نقش داشته است می‌توان به زنی دست دوم، ببر هفت دریا و اجساد ممتاز اشاره نمود.